# Whitefield (Greater Manchester)

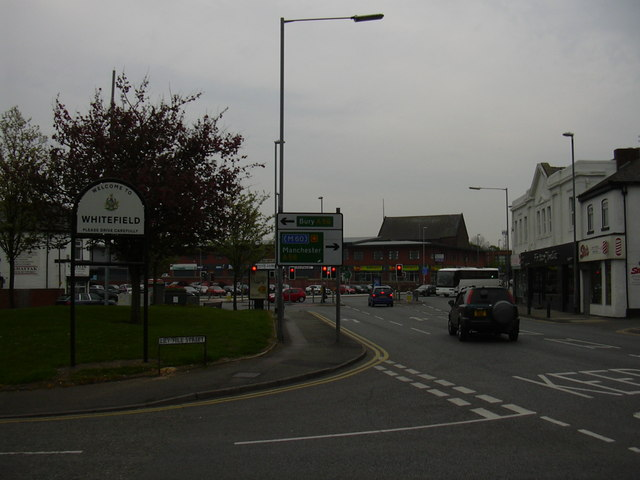
Ortsdurchfahrt (2006)

Whitefield ist eine Stadt mit etwa 23.000 Einwohnern im Metropolitan Borough of Bury, Greater Manchester, England.
Sie liegt auf hügeligem Gelände oberhalb des Irwell-Tals, entlang des Südufers des River Irwell, 4,8 km südöstlich von Bury und 7,9 km nordwestlich der Stadt Manchester. Prestwich und die Autobahn M60 liegen südlich. Die Verstädterung von Whitefield fiel weitgehend mit der industriellen Revolution zusammen. Der Name Whitefield geht möglicherweise auf die mittelalterlichen „Bleachfields“ zurück, die von flämischen Siedlern verwendet wurden, um ihre Gewebe aufzuhellen, oder auf die hellen Weizenfelder in der Gegend.